# Spirit (Spirit-Album)
Spirit ist das erste Musikalbum der US-amerikanischen Rockband Spirit, das im Januar 1968 bei Ode Records erschien. Produziert wurde es von Lou Adler, der auch die folgenden zwei Alben der Band produzieren sollte. Das Album erreichte Platz 31 der Billboard 200.

## Musikstil und Besetzung
Das Album ist das erste von vier Alben aus den Jahren 1968 bis 1970, die in der fünfköpfigen Originalbesetzung der Band aufgenommen wurden. Der Musikstil des Debütalbums wird häufig als Prog-Rock beschrieben und ist geprägt durch Einflüsse verschiedener Musikrichtungen wie Rock, Jazz, Blues, Folk und klassischer Musik, die mit den unterschiedlichen musikalischen Hintergründen der einzelnen Bandmitglieder korrespondieren. Pianist John Locke und Schlagzeuger Ed Cassidy waren bereits erfahrene Jazzmusiker. Cassidy, mit bereits 44 Jahren mindestens 20 Jahre älter als seine Bandkollegen, hatte außerdem in einer Folk-Blues-Band namens The Rising Sons mit Taj Mahal und Ry Cooder gespielt, bevor er der Stiefvater des erst 16-jährigen Gitarristen Randy California wurde, der im Sommer 1966 in New York bereits in Jimi Hendrix’ Band Jimi James & The Blue Flames gespielt hatte. Den Sänger und Perkussionisten Jay Ferguson und den Bassisten Marc Andes hatte California bereits 1965 auf einem Folkmusik-Workshop in Kalifornien kennengelernt und für eine gemeinsame Band gewinnen können. Die Red Roosters lösten sich jedoch auf, als California mit seinem Stiefvater für ein Jahr nach New York zog.

## Vorgeschichte
Diese Band aus erfahrenen Musikern, die sich im Frühling 1967 wieder zusammengefunden hatte, trat schon bald live auf und produzierte im Sommer desselben Jahres, unter Mithilfe von Barry Hansen, ein Demotape, um sich für einen Plattenvertrag bewerben zu können (5 Stücke dieses Demotapes wurden 24 Jahre später auf der Anthologie Chronicles (1967-1992) veröffentlicht). Sie überzeugten schließlich den erfolgreichen Musikproduzenten Lou Adler, der nach dem Verkauf seines Erfolgslabels Dunhill Records eine neue Produktionsfirma namens Ode Records gegründet hatte und zu Vertriebszwecken mit Epic Records kooperierte. Nach der Vertragsunterzeichnung im August 1967 zog sich die Band in ein Haus im Topanga Canyon zurück, um an ihrem Debütalbum zu arbeiten.

## Die Songs
Den Großteil des Songmaterials steuerte Sänger Jay Ferguson bei. Ausnahmen bilden das fast elfminütige, jazzartige Schlussstück Elijah mit Soli aller Instrumentalisten, das aus der Feder des Keyboarders John Locke stammt, und der Instrumentaltitel Taurus, geschrieben von Randy California. Der Beitrag Californias zum Songwriting war, im Vergleich zu den folgenden Alben, also noch gering. Der Song Taurus wird aufgrund seiner Ähnlichkeit zur Einleitung des erst später entstandenen Songs Stairway to Heaven häufig als mögliche Inspirationsquelle für diesen Led-Zeppelin-Klassiker angesehen. Californias Nachlassverwalter reichte 2014 eine Plagiatsklage gegen Robert Plant und Jimmy Page ein. Das Verfahren wurde im Juni 2016 vor einem kalifornischen Gericht eröffnet. Am 23. Juni 2016 wies die Jury den Vorwurf der Urheberrechtsverletzung zurück.
Der Song Mechanical World, eine Komposition von Andes und Ferguson, wurde vorab als Single veröffentlicht und erzielte zufriedenstellende Resonanz. Californias prägnantes Gitarrenspiel prägt diesen Song, der von Marc Andes geschrieben wurde, als er mit einer Grippe schwer erkrankt war und durch diese Erfahrung inspiriert wurde.

## Titelliste
Die Original-Version von 1968 enthielt lediglich die Tracks 1-11, die Neuauflage in CD-Form, die bei Sony erschien, enthält vier zusätzliche Titel (Tracks 12-15):
1. Fresh-Garbage (J. Ferguson) (3:11)
2. Uncle Jack (J. Ferguson) (2:43)
3. Mechanical World (M. Andes/J. Ferguson) (5:15)
4. Taurus (R. California) (2:37)
5. Girl In Your Eye (J. Ferguson) (3:15)
6. Straight Arrow (J. Ferguson) (2:51)
7. Topanga Windows (J. Ferguson) (3:36)
8. Gramophone Man (J. Ferguson, R. California, J. Locke, M. Andes, E. Cassidy) (3:49)
9. Water Woman (J. Ferguson) (2:11)
10. The Great Canyon Fire In General (J. Ferguson) (2:47)
11. Elijah (J. Locke) (10:49)
12. Veruska (M. Andes, R. California, E. Cassidy) (2:51)
13. Free Spirit (J. Locke) (4:28)
14. If I Had A Woman (R. California) (3:12)
15. Elijah (J. Locke) – Alternative Version (9:42)

## Rezeption
Spirit stieg im April 1968 in die Billboard 200 ein und hielt sich dort über 6 Monate. Seine höchste Platzierung erreichte das Album mit Platz 31 im September 1968. Es war damit eines der erfolgreichsten Alben der Band, lediglich übertroffen vom Nachfolgealbum The Family That Plays Together mit Platz 22 im folgenden Jahr.
Richie Unterberger vom All Music Guide bewertet das Album wohlwollend mit 4,5 von 5 möglichen Sternen und stellt die musikalische Vielseitigkeit der Bandmitglieder heraus und findet einige „interessante“ Songs, sieht jedoch Schwächen im Songwriting.